# Савченко, Иван Михайлович (горный инженер)
Савченко Иван Михайлович (род. 24 декабря 1934, Днепропетровская область) — советский учёный, горный инженер. Лауреат Премии Совета Министров СССР (1983).

## Биография
Родился 24 декабря 1934 года на территории Днепропетровской области.
В 1958 году окончил Криворожский горнорудный институт.
С 1959 года — старший инженер, руководитель группы, главный инженер проектов института «Механобрчермет». Изобрёл и изготовил устройство для регулировки размера разгрузочной щели конусной дробилки. Руководил проектами по реконструкции ЮГОКа и НКГОКа.

## Награды
- Премия Совета Министров СССР (1983) — за реконструкцию обогатительной фабрики № 2 ЮГОКа;
- Орден Дружбы народов.